# Lijst van Waffen-SS-divisiecommandanten
Dit is een lijst van Waffen-SS-divisiecommandanten.

## 1. SS-Panzer-Division Leibstandarte-SS Adolf Hitler
SS-Commandanten
| Rang                    | Naam           | Dienstjaren                        |
| ----------------------- | -------------- | ---------------------------------- |
| SS-Oberst-Gruppenführer | Josef Dietrich | 15 augustus 1938 – 7 april 1943    |
| SS-Brigadeführer        | Theodor Wisch  | 7 april 1943 – 20 augustus 1944    |
| SS-Brigadeführer        | Wilhelm Mohnke | 20 augustus 1944 – 6 februari 1945 |
| SS-Brigadeführer        | Otto Kumm      | 6 februari 1945 – 8 mei 1945       |

## 2. SS-Panzer-Division Das Reich
SS-Commandanten
| Rang                    | Naam                      | Dienstjaren                        |
| ----------------------- | ------------------------- | ---------------------------------- |
| SS-Oberst-Gruppenführer | Paul Hausser              | 19 oktober 1939 – 14 oktober 1941  |
| SS-Obergruppenführer    | Wilhelm Bittrich          | 14 oktober 1941 – 31 december 1941 |
| SS-Obergruppenführer    | Matthias Kleinheisterkamp | 31 december 1941 – 19 april 1942   |
| SS-Obergruppenführer    | Georg Keppler             | 19 april 1942 – 10 februari 1943   |
| SS-Brigadeführer        | Herbert-Ernst Vahl        | 10 februari 1943 – 18 maart 1943   |
| SS-Oberführer           | Kurt Brasack              | 18 maart 1943 – 29 maart 1943      |
| SS-Obergruppenführer    | Walter Krüger             | 29 maart 1943 – 23 oktober 1943    |
| SS-Gruppenführer        | Heinz Lammerding          | 23 oktober 1943 – 24 juli 1944     |
| SS-Standartenführer     | Christian Tychsen         | 24 juli 1944 – 28 juli 1944        |
| SS-Brigadeführer        | Otto Baum                 | 28 juli 1944 – 23 oktober 1944     |
| SS-Gruppenführer        | Heinz Lammerding          | 23 oktober 1944 – 20 januari 1945  |
| SS-Standartenführer     | Karl Kreutz               | 20 januari 1945 – 29 januari 1945  |
| SS-Gruppenführer        | Werner Ostendorff         | 20 januari 1945 – 9 maart 1945     |
| SS-Standartenführer     | Rudolf Lehmann            | 9 maart 1945 – 13 april 1945       |
| SS-Standartenführer     | Karl Kreutz               | 13 april 1945 – 8 mei 1945         |

## 3. SS-Panzer-Division Totenkopf
SS-Commandanten
| Rang                 | Naam                      | Dienstjaren                          |
| -------------------- | ------------------------- | ------------------------------------ |
| SS-Obergruppenführer | Theodor Eicke             | 1 november 1939 – 7 juli 1941        |
| SS-Obergruppenführer | Matthias Kleinheisterkamp | 7 juli 1941 – 18 juli 1941           |
| SS-Obergruppenführer | Georg Keppler             | 18 juli 1941 – 19 september 1941     |
| SS-Obergruppenführer | Theodor Eicke             | 19 september 1941 – 26 februari 1943 |
| SS-Obergruppenführer | Hermann Priess            | 26 februari 1943 – 27 april 1943     |
| SS-Gruppenführer     | Heinz Lammerding          | 27 april 1943 – 15 mei 1943          |
| SS-Gruppenführer     | Max Simon                 | 15 mei 1943 – 22 oktober 1943        |
| SS-Obergruppenführer | Hermann Priess            | 22 oktober 1943 – 21 juni 1944       |
| SS-Brigadeführer     | Hellmuth Becker           | 21 juni 1944 – 8 mei 1945            |

## 4. SS-Polizei-Panzergrenadier-Division
SS-Commandanten
| Rang                | Naam                     | Dienstjaren                         |
| ------------------- | ------------------------ | ----------------------------------- |
| SS-Gruppenführer    | Konrad Hitschler         | 1 september 1940 – 8 september 1940 |
| SS-Gruppenführer    | Karl Pfeffer-Wildenbruch | 8 september 1940 – 10 november 1940 |
| SS-Gruppenführer    | Arthur Mülverstedt       | 10 november 1940 – 10 augustus 1941 |
| SS-Gruppenführer    | Emil Höring              | 16 augustus 1941 – 18 augustus 1941 |
| SS-Brigadeführer    | Walter Krüger            | 18 augustus 1941 – 15 december 1941 |
| SS-Standartenführer | Alfred Wünnenberg        | 15 december 1941 – 14 mei 1942      |
| SS-Oberführer       | Alfred Borchert          | 15 mei 1942 – 18 juli 1942          |
| SS-Brigadeführer    | Alfred Wünnenberg        | 19 juli 1942 – 10 juni 1943         |
| SS-Brigadeführer    | Fritz Schmedes           | 10 juni 1943 – 5 juli 1943          |
| SS-Standartenführer | Otto Binge               | 5 juli 1943 – 18 augustus 1943      |
| SS-Brigadeführer    | Fritz Freitag            | 18 augustus 1943 – 20 oktober 1943  |
| SS-Oberführer       | Friedrich-Wilhelm Bock   | 20 oktober 1943 – 19 april 1944     |
| SS-Brigadeführer    | Jürgen Wagner            | 19 april 1944 – ? mei 1944          |
| SS-Oberführer       | Friedrich-Wilhelm Bock   | ? mei 1944 – 7 mei 1944             |
| SS-Brigadeführer    | Herbert-Ernst Vahl       | 7 mei 1944 – 22 juli 1944           |
| SS-Standartenführer | Karl Schümers            | 22 juli 1944 – 16 augustus 1944     |
| SS-Oberführer       | Helmut Dörner            | 16 augustus 1944 – 22 augustus 1944 |
| SS-Brigadeführer    | Fritz Schmedes           | 22 augustus 1944 – 27 november 1944 |
| SS-Standartenführer | Walter Harzer            | 27 november 1944 – 1 maart 1945     |
| SS-Standartenführer | Fritz Göhler             | 1 maart 1945 – ? maart 1945         |
| SS-Standartenführer | Walter Harzer            | ? maart 1945 – 8 mei 1945           |

## 5. SS-Panzer-Division Wiking
SS-Commandanten
| Rang                 | Naam                       | Dienstjaren                       |
| -------------------- | -------------------------- | --------------------------------- |
| SS-Obergruppenführer | Felix Steiner              | 1 december 1940 – 1 mei 1943      |
| SS-Obergruppenführer | Herbert Gille              | 1 mei 1943 – 6 augustus 1944      |
| SS-Oberführer        | Eduard Deisenhofer         | 20 juli 1944 – 11 augustus 1944   |
| SS-Standartenführer  | Johannes-Rudolf Mühlenkamp | 11 augustus 1944 – 9 oktober 1944 |
| SS-Oberführer        | Karl Ullrich               | 9 oktober 1944 – 5 mei 1945       |

## 6. SS-Gebirgs-Division Nord
SS-Commandanten
| Rang                 | Naam                      | Dienstjaren                         |
| -------------------- | ------------------------- | ----------------------------------- |
| SS-Brigadeführer     | Richard Herrmann          | 28 februari 1941 – 25 mei 1941      |
| SS-Obergruppenführer | Karl Demelhuber           | 25 mei 1941 – 21 september 1941     |
| SS-Obergruppenführer | Georg Keppler             | 21 september 1941 - ?? oktober 1941 |
| SS-Obergruppenführer | Karl Demelhuber           | ?? oktober 1941 - 21 april 1942     |
| SS-Obergruppenführer | Matthias Kleinheisterkamp | 21 april 1942 - ?? april 1942       |
| SS-Oberführer        | Hans Scheider             | 21 april 1942 – 15 juni 1942        |
| SS-Obergruppenführer | Matthias Kleinheisterkamp | 15 juni 1942 – 15 december 1943     |
| SS-Gruppenführer     | Lothar Debes              | 15 december 1943 – 20 mei 1944      |
| SS-Obergruppenführer | Friedrich-Wilhelm Krüger  | 20 mei 1944 – 20 augustus 1944      |
| SS-Brigadeführer     | Gustav Lombard            | 20 augustus 1944 – 1 september 1944 |
| SS-Gruppenführer     | Karl Brenner              | 1 september 1944 – 2 april 1945     |
| SS-Standartenführer  | Franz Schreiber           | 2 april 1945 – 8 mei 1945           |

## 7. SS-Freiwilligen-Gebirgs-Division Prinz Eugen
SS-Commandanten
| Rang             | Naam               | Dienstjaren                       |
| ---------------- | ------------------ | --------------------------------- |
| SS-Gruppenführer | Artur Phleps       | 30 januari 1942 – 15 mei 1943     |
| SS-Brigadeführer | Carl von Oberkamp  | 15 mei 1943 – 30 januari 1944     |
| SS-Brigadeführer | Otto Kumm          | 30 januari 1944 – 20 januari 1945 |
| SS-Brigadeführer | August Schmidhuber | 20 januari 1945 – 8 mei 1945      |

## 8. SS-Kavallerie-Division Florian Geyer
SS-Commandanten
| Rang                 | Naam               | Dienstjaren                         |
| -------------------- | ------------------ | ----------------------------------- |
| SS-Brigadeführer     | Gustav Lombard     | ?? maart 1942 - ?? april 1942       |
| SS-Gruppenführer     | Hermann Fegelein   | ?? april 1942 - ?? augustus 1942    |
| SS-Obergruppenführer | Wilhelm Bittrich   | ?? augustus 1942 - 15 februari 1943 |
| SS-Brigadeführer     | Fritz Freitag      | 15 februari 1943 – 20 april 1943    |
| SS-Brigadeführer     | Gustav Lombard     | 20 april 1943 – 14 mei 1943         |
| SS-Gruppenführer     | Hermann Fegelein   | 14 mei 1943 – 13 september 1943     |
| SS-Gruppenführer     | Bruno Streckenbach | 13 september 1943 – 22 oktober 1943 |
| SS-Gruppenführer     | Hermann Fegelein   | 22 oktober 1943 – 1 januari 1944    |
| SS-Gruppenführer     | Bruno Streckenbach | 1 januari 1944 – 14 april 1944      |
| SS-Brigadeführer     | Gustav Lombard     | 14 april 1944 – 1 juli 1944         |
| SS-Brigadeführer     | Joachim Rumohr     | 1 juli 1944 – 11 februari 1945      |

## 9. SS-Panzer-Division Hohenstaufen
SS-Commandanten
| Rang                 | Naam                   | Dienstjaren                        |
| -------------------- | ---------------------- | ---------------------------------- |
| SS-Obergruppenführer | Wilhelm Bittrich       | 15 februari 1943 – 29 juni 1944    |
| SS-Standartenführer  | Thomas Müller          | 29 juni 1944 – 10 juli 1944        |
| SS-Brigadeführer     | Sylvester Stadler      | 10 juli 1944 – 31 juli 1944        |
| SS-Oberführer        | Friedrich-Wilhelm Bock | 31 juli 1944 – 29 augustus 1944    |
| SS-Oberführer        | Walter Harzer          | 29 augustus 1944 – 10 oktober 1944 |
| SS-Brigadeführer     | Sylvester Stadler      | 10 oktober 1944 – 8 mei 1945       |

## 10. SS-Panzer-Division Frundsberg
SS-Commandanten
| Rang                   | Naam                        | Dienstjaren                         |
| ---------------------- | --------------------------- | ----------------------------------- |
| SS-Standartenführer    | Michael Lippert             | ?? maart 1943 - 15 februari 1943    |
| SS-Gruppenführer       | Lothar Debes                | 15 februari 1943 – 15 november 1943 |
| SS-Gruppenführer       | Karl Fischer von Treuenfeld | 15 november 1943 – 27 april 1944    |
| SS-Brigadeführer       | Heinz Harmel                | 27 april 1944 – 28 april 1945       |
| SS-Obersturmbannführer | Erwin Franz Roestel         | 28 april 1945 – 8 mei 1945          |

## 11. SS-Freiwilligen-Panzergrenadier-Division Nordland
SS-Commandanten
| Rang             | Naam              | Dienstjaren                  |
| ---------------- | ----------------- | ---------------------------- |
| SS-Brigadeführer | Franz Augsberger  | 22 maart 1943 – 1 mei 1943   |
| SS-Gruppenführer | Fritz von Scholz  | 1 mei 1943 – 27 juli 1944    |
| SS-Brigadeführer | Joachim Ziegler   | 27 juli 1944 – 25 april 1945 |
| SS-Brigadeführer | Gustav Krukenberg | 25 april 1945 – 8 mei 1945   |

## 12. SS-Panzer-Division Hitlerjugend
SS-Commandanten
| Rang                   | Naam          | Dienstjaren                        |
| ---------------------- | ------------- | ---------------------------------- |
| SS-Brigadeführer       | Fritz Witt    | 31 juli 1943 – 14 juni 1944        |
| SS-Standartenführer    | Kurt Meyer    | 14 juni 1944 – 6 september 1944    |
| SS-Obersturmbannführer | Hubert Meyer  | 6 september 1944 – 24 oktober 1944 |
| SS-Brigadeführer       | Fritz Kraemer | 24 oktober 1944 – 13 november 1944 |
| SS-Brigadeführer       | Hugo Kraas    | 13 november 1944 – 8 mei 1945      |

## 13. Waffen-Gebirgs-Division der SS Handschar (kroatische Nr. 1)
SS-Commandanten
| Rang                            | Naam                    | Dienstjaren                     |
| ------------------------------- | ----------------------- | ------------------------------- |
| SS Gruppenführer                | Artur Phleps            | 13 februari 1943 – 9 maart 1943 |
| SS-Standartenführer der Reserve | Herbert von Obwurzer    | 9 maart 1943 – 1 augustus 1943  |
| SS-Brigadeführer                | Karl-Gustav Sauberzweig | 1 augustus 1943 – 1 juni 1944   |
| SS-Brigadeführer                | Desiderius Hampel       | 1 juni 1944 – 12 mei 1945       |

## 14. Waffen-Grenadier-Division der SS (galizische Nr. 1)
SS-Commandanten
| Rang             | Naam            | Dienstjaren                      |
| ---------------- | --------------- | -------------------------------- |
| SS-Gruppenführer | Walter Schimana | 30 juni 1943 – 20 november 1943  |
| SS-Brigadeführer | Fritz Freitag   | 20 november 1943 – 22 april 1944 |
| SS-Brigadeführer | Fritz Freitag   | 5 september 1944 – 24 april 1945 |

## 15. Waffen-Grenadier-Division der SS (lettische Nr. 1)
SS-Commandanten
| Rang             | Naam                                 | Dienstjaren                        |
| ---------------- | ------------------------------------ | ---------------------------------- |
| SS-Brigadeführer | Peter Hansen                         | 25 februari 1943 – 1 mei 1943      |
| SS-Gruppenführer | Carl Friedrich von Pückler-Burghauss | 1 mei 1943 – 17 februari 1944      |
| SS-Brigadeführer | Nikolaus Heilmann                    | 17 februari 1944 – 21 juli 1944    |
| SS-Brigadeführer | Herbert von Obwurzer                 | 21 juli 1944 – 26 januari 1945     |
| SS-Oberführer    | Eduard Deisenhofer                   | 26 januari 1945 - ??/??/????       |
| SS-Oberführer    | Adolf Ax                             | 26 januari 1945 – 15 februari 1945 |
| SS-Brigadeführer | Karl Burk                            | 15 februari 1945 – 2 mei 1945      |

## 16. SS-Panzergrenadier-Division Reichsführer SS
SS-Commandanten
| Rang             | Naam      | Dienstjaren                      |
| ---------------- | --------- | -------------------------------- |
| SS-Gruppenführer | Max Simon | 3 oktober 1943 – 24 oktober 1944 |
| SS-Brigadeführer | Otto Baum | 24 oktober 1944 – 8 mei 1945     |

## 17. SS-Panzergrenadier-Division Götz von Berlichingen
SS-Commandanten
| Rang                   | Naam               | Dienstjaren                          |
| ---------------------- | ------------------ | ------------------------------------ |
| SS-Standartenführer    | Otto Binge         | 3 oktober 1943 - ? januari 1944      |
| SS-Gruppenführer       | Werner Ostendorff  | ? januari 1944 - 15 juni 1944        |
| SS-Standartenführer    | Otto Binge         | 16 juni 1944 – 18 juni 1944          |
| SS-Brigadeführer       | Otto Baum          | 18 juni 1944 – 1 augustus 1944       |
| SS-Standartenführer    | Otto Binge         | 1 augustus 1944 – 29 augustus 1944   |
| SS-Oberführer          | Eduard Deisenhofer | 30 augustus 1944 – 30 september 1944 |
| SS-Standartenführer    | Thomas Müller      | 30 september 1944 - ? september 1944 |
| SS-Standartenführer    | Gustav Mertsch     | ? september 1944 - ? oktober 1944    |
| SS-Gruppenführer       | Werner Ostendorff  | 21 oktober 1944 – 15 november 1944   |
| SS-Standartenführer    | Hans Lingner       | 15 november 1944 – 9 januari 1945    |
| SS-Standartenführer    | Gerhard Lindner    | 9 januari 1945 – 21 januari 1945     |
| SS-Standartenführer    | Fritz Klingenberg  | 21 januari 1945 – 22 maart 1945      |
| SS-Obersturmbannführer | Vinzenz Kaiser     | 22 maart 1945 – 24 maart 1945        |
| SS-Standartenführer    | Jacob Fick         | 24 maart 1945 – 27 maart 1945        |
| SS-Oberführer          | Georg Bochmann     | 27 maart 1945 – 8 mei 1945           |

## 18. SS-Freiwilligen-Panzergrenadier-Division Horst Wessel
SS-Commandanten
| Rang                | Naam              | Dienstjaren                      |
| ------------------- | ----------------- | -------------------------------- |
| SS-Brigadeführer    | Wilhelm Trabandt  | 25 januari 1944 – 3 januari 1945 |
| SS-Gruppenführer    | Josef Fitzthum    | 3 januari 1945 – 10 januari 1945 |
| SS-Oberführer       | Georg Bochmann    | 10 januari 1945 – ?? maart 1945  |
| SS-Standartenführer | Heinrich Petersen | ?? maart 1945 – 8 mei 1945       |

## 19. Waffen-Grenadier-Division der SS (lettische Nr. 2)
SS-Commandanten
| Rang             | Naam                   | Dienstjaren                   |
| ---------------- | ---------------------- | ----------------------------- |
| SS-Oberführer    | Friedrich-Wilhelm Bock | 15 maart 1944 – 13 april 1944 |
| SS-Gruppenführer | Bruno Streckenbach     | 13 april 1944 – 8 mei 1945    |

## 20. Waffen-Grenadier-Division der SS (estnische Nr. 1)
SS-Commandanten
| Rang             | Naam             | Dienstjaren                     |
| ---------------- | ---------------- | ------------------------------- |
| SS-Brigadeführer | Franz Augsberger | ?? januari 1944 - 19 maart 1945 |
| SS-Brigadeführer | Berthold Maack   | 20 maart 1945 – 8 mei 1945      |

## 21. Waffen-Gebirgs-Division der SS Skanderbeg (albanische Nr. 1)
SS-Commandanten
| Rang             | Naam                 | Dienstjaren                  |
| ---------------- | -------------------- | ---------------------------- |
| SS-Brigadeführer | augustus Schmidhuber | 1 mei 1944 – 20 januari 1945 |

## 22. SS-Freiwilligen-Kavallerie-Division
SS-Commandanten
| Rang             | Naam              | Dienstjaren                      |
| ---------------- | ----------------- | -------------------------------- |
| SS-Brigadeführer | Augustus Zehender | 21 april 1944 – 11 februari 1945 |

## 23. Waffen-Grenadier-Division der SS Kama (kroatische Nr. 2)
SS-Commandanten
| Rang                | Naam            | Dienstjaren                   |
| ------------------- | --------------- | ----------------------------- |
| SS-Standartenführer | Helmuth Raithel | 1 juli 1944 – 31 oktober 1944 |

## 23. SS Freiwilligen-Panzergrenadier-Division Nederland (niederländische Nr. 1)
SS-Commandanten
| Rang                   | Naam             | Dienstjaren                       |
| ---------------------- | ---------------- | --------------------------------- |
| SS-Sturmbannführer     | Herbert Garthe   | ? november 1941 - ? februari 1942 |
| SS-Oberführer          | Otto Reich       | ? februari 1942 - 1 april 1942    |
| SS-Obersturmbannführer | Arved Theuermann | 1 april 1942 - ? juli 1942        |
| SS-Standartenführer    | Josef Fitzthum   | ? juli 1942 - 20 april 1944       |
| SS-Brigadeführer       | Jürgen Wagner    | 20 april 1944 – 8 mei 1945        |

## 24. Waffen-Gebirgs-Division der SS Karstjäger
SS-Commandanten
| Rang                   | Naam         | Dienstjaren                        |
| ---------------------- | ------------ | ---------------------------------- |
| SS-Obersturmbannführer | Karl Marx    | 1 augustus 1944 – 5 december 1944  |
| SS-Sturmbannführer     | Werner Hahn  | 5 december 1944 – 10 februari 1945 |
| SS-Oberführer          | Adolf Wagner | 10 februari 1945 – 8 mei 1945      |

## 25. Waffen-Grenadier-Division der SS Hunyadi (ungarische Nr. 1)
SS-Commandanten
| Rang                | Naam          | Dienstjaren                        |
| ------------------- | ------------- | ---------------------------------- |
| SS-Standartenführer | Thomas Müller | 2 november 1944 - 27 november 1944 |
| SS-Gruppenführer    | József Grassy | 27 november 1944 – 8 mei 1945      |

## 26. Waffen-Grenadier-Division der SS (ungarische Nr. 2)
SS-Commandanten
| Rang                | Naam           | Dienstjaren                       |
| ------------------- | -------------- | --------------------------------- |
| SS-Standartenführer | Rolf Tiemann   | ? november 1944                   |
| SS-Oberführer       | Zoltan Pisky   | ? november 1944 - 23 januari 1945 |
| SS-Oberführer       | László Deák    | 23 januari 1945 – 29 januari 1945 |
| SS-Brigadeführer    | Berthold Maack | 29 januari 1945 – 21 maart 1945   |
| SS-Gruppenführer    | Jozsef Grassy  | 21 maart 1945 – 8 mei 1945        |

## 27. SS-Freiwilligen-Grenadier-Division Langemarck
SS-Commandanten
| Rang                   | Naam                           | Dienstjaren                      |
| ---------------------- | ------------------------------ | -------------------------------- |
| SS-Sturmbannführer     | Michael Lippert                | 24 september 1941 – 2 april 1942 |
| SS-Obersturmbannführer | Hans Albert von Lettow-Vorbeck | 2 april 1942 - ? juni 1942       |
| SS-Hauptsturmführer    | Hallmann                       | ? juni 1942 - 20 juni 1942       |
| SS-Obersturmbannführer | Josef Fitzthum                 | 20 juni 1942 – 11 juli 1942      |
| SS-Sturmbannführer     | Conrad Schellong               | 11 juli 1942 – 27 november 1944  |
| SS-Oberführer          | Thomas Müller                  | 27 november 1944 – 8 mei 1945    |

## 28. SS-Freiwilligen-Panzergrenadier-Division "Wallonien"
SS-Commandanten
| Rang                   | Naam                | Dienstjaren                        |
| ---------------------- | ------------------- | ---------------------------------- |
| Kapitein-Commandant    | Georges Jacobs      | ?? augustus 1941 - ?? januari 1942 |
| SS-Hauptmann           | B.E.M. Pierre Pauly | ?? januari 1942 - ?? maart 1942    |
| SS-Hauptmann           | George Tchekhoff    | ?? maart 1942 - ?? april 1942      |
| SS-Sturmbannführer     | Lucien Lippert      | ?? april 1942 - 13 februari 1944   |
| SS-Oberführer          | Karl Burk           | 13 februari 1944 – 30 januari 1945 |
| SS-Obersturmbannführer | Léon Degrelle       | 30 januari 1945 – 8 mei 1945       |

## 29. Waffen-Grenadier-Division der SS (russische Nr. 1)
SS-Commandanten
| Rang             | Naam                   | Dienstjaren                        |
| ---------------- | ---------------------- | ---------------------------------- |
| ???              | Konstantin Voskoboinik | ? oktober 1941 - ? januari 1942    |
| SS-Brigadeführer | Bronislav Kaminski     | 17 juni 1944 – 19 augustus 1944    |
| SS-Brigadeführer | Christoph Diehm        | 19 augustus 1944 - ? augustus 1944 |

## 29. Waffen-Grenadier-Division der SS (italienische Nr. 1)
SS-Commandanten
| Rang                 | Naam                | Dienstjaren                           |
| -------------------- | ------------------- | ------------------------------------- |
| SS-Brigadeführer     | Peter Hansen        | 13 november 1943 – ?? maart 1944      |
| SS-Obergruppenführer | Karl Wolff          | ?? maart 1944 – ?? september 1944     |
| SS-Brigadeführer     | Pietro Mannelli     | ?? september 1944 – ?? september 1944 |
| SS-Brigadeführer     | Peter Hansen        | ?? september 1944 – ?? oktober 1944   |
| SS-Standartenführer  | Gustav Lombard      | ?? oktober 1944 – 9 november 1944     |
| SS-Standartenführer  | Constantin Heldmann | 9 november 1944 – ?? januari 1945     |
| SS-Oberführer        | Ernst Tzschoppe     | ?? januari 1945 – 8 mei 1945          |

## 30. Waffen-Grenadier-Division der SS (russische Nr. 2)
SS-Commandanten
| Rang                | Naam          | Dienstjaren                         |
| ------------------- | ------------- | ----------------------------------- |
| SS-Standartenführer | Hans Siegling | 18 augustus 1944 – 31 december 1944 |

## 30. Waffen-Grenadier-Division der SS (weißruthenische Nr. 1)
SS-Commandanten
| Rang | Naam               | Dienstjaren               |
| ---- | ------------------ | ------------------------- |
| ??   | Rasdastu Astrouski | 28 juni 1944 – 8 mei 1945 |

## 31. SS-Freiwilligen-Grenadier-Division
SS-Commandanten
| Rang             | Naam           | Dienstjaren                 |
| ---------------- | -------------- | --------------------------- |
| SS-Brigadeführer | Gustav Lombard | 1 oktober 1944 – 8 mei 1945 |

## 32. SS-Freiwilligen-Grenadier-Division 30. Januar
SS-Commandanten
| Rang                | Naam                       | Dienstjaren                        |
| ------------------- | -------------------------- | ---------------------------------- |
| SS-Standartenführer | Johannes-Rudolf Mühlenkamp | 30 januari 1945 – 5 februari 1945  |
| SS-Standartenführer | Joachim Richter            | 5 februari 1945 - 17 februari 1945 |
| SS-Oberführer       | Adolf Ax                   | 17 februari 1945 - 15 maart 1945   |
| SS-Standartenführer | Hans Kempin                | 15 maart 1945 – 8 mei 1945         |

## 33. Waffen-Kavallerie-Division der SS (ungarische Nr. 3)
SS-Commandanten
| Rang | Naam     | Dienstjaren                   |
| ---- | -------- | ----------------------------- |
| ???? | ???? ??? | ?? december 1944 - 8 mei 1945 |

## 33. Waffen-Grenadier-Division der SS Charlemagne
SS-Commandanten
| Rang                   | Naam                   | Dienstjaren                        |
| ---------------------- | ---------------------- | ---------------------------------- |
| (LVF)                  | Roger Labonne          | ?? augustus 1941 - 31 maart 1942   |
| Majoren                | LaCroix/Demessine      | 1 april 1942 – 31 mei 1943         |
| SS-Oberführer          | Edgar Puaud            | 1 juni 1943 - ?? augustus 1943     |
| SS-Obersturmbannführer | Paul Gamory-Dubourdeau | ?? augustus 1943 - 31 juli 1944    |
| SS-Hauptsturmführer    | Erich Kostenbader      | 1 augustus 1944 - ?? augustus 1944 |
| SS-Brigadeführer       | Edgar Puaud            | september 1944 - 28 februari 1945  |
| SS-Brigadeführer       | Gustav Krukenberg      | 28 februari 1945 – 25 april 1945   |
| SS-Standartenführer    | Walter Zimmermann      | 25 april 1945 – 8 mei 1945         |

## 34. SS-Freiwilligen-Grenadier-Division Landstorm Nederland
SS-Commandanten
| Rang                   | Naam             | Dienstjaren                    |
| ---------------------- | ---------------- | ------------------------------ |
| SS-Oberführer          | Viktor Knapp     | 11 mei 1943 – 1 april 1944     |
| SS-Obersturmbannführer | Deurheit         | 1 april 1944 – 5 november 1944 |
| SS-Standartenführer    | Martin Kohlroser | 5 november 1944 – 8 mei 1945   |

## 35. SS- und Polizei-Grenadier-Division
SS-Commandanten
| Rang                | Naam             | Dienstjaren                |
| ------------------- | ---------------- | -------------------------- |
| SS-Standartenführer | Ruediger Pipkorn | 18 maart 1945 – 8 mei 1945 |

## 36. Waffen-Grenadier-Division der SS
SS-Commandanten
| Rang                      | Naam              | Dienstjaren                 |
| ------------------------- | ----------------- | --------------------------- |
| SS-Oberführer der Reserve | Oskar Dirlewanger | 15 juni 1940 - ? april 1945 |
| SS-Brigadeführer          | Fritz Schmedes    | ? april 1945 - 8 mei 1945   |

## 37. SS-Freiwilligen-Kavallerie-Division "Lützow"
SS-Commandanten
| Rang                | Naam              | Dienstjaren                      |
| ------------------- | ----------------- | -------------------------------- |
| SS-Oberführer       | Waldemar Fegelein | ?? februari 1945 - ?? maart 1945 |
| SS-Standartenführer | Karl Gesele       | ?? maart 1945 - 8 mei 1945       |

## 38. SS-Grenadier-Division Nibelungen
SS-Commandanten
| Rang                   | Naam                    | Dienstjaren                                                   |
| ---------------------- | ----------------------- | ------------------------------------------------------------- |
| SS-Obersturmbannführer | Richard Schulze-Kossens | ?? maart 1945 - 12 april 1945                                 |
| SS-Standartenführer    | Martin Stange           | 12 april 1945 - 8 mei 1945                                    |
| SS-Gruppenführer       | Heinz Lammerding        | aangesteld als commandant maar heeft nooit de taak uitgevoerd |
| SS-Obergruppenführer   | Carl von Oberkamp       | aangesteld als commandant maar heeft nooit de taak uitgevoerd |